# Batwoman (sèrie de televisió)
Batwoman és una sèrie de televisió de superherois desenvolupada per Caroline Dries i Greg Berlanti. Està basada en el personatge de DC Comics Batwoman, creat per Geoff Johns, Grant Morrison, Greg Rucka, Mark Waid, i Keith Giffen, i l'acció té lloc a l'Arrowverse; compartint continuïtat amb altres sèries del mateix univers. La sèrie es va estrenar a The CW el 6 d'octubre de 2019 i està filmada principalment a Vancouver, Canadà, amb altres localitzacions filmant-se a Chicago (Illinois). La història de Batwoman tracta sobre Kate Kane (Ruby Rose) intentant sobreposar-se als seus dimonis del passat per tal de convertir-se en el nou símbol esperançador de Gotham City com la vigilante Batwoman.

## Premissa
Tres anys després que el multimilionari filantrop Bruce Wayne i el seu alter ego Batman desaparegueren, la seua cosina Kate Kane el substitueix en el seu paper de protector de Gotham City com a Batwoman.

## Repartiment i personatges

### Principals
- Ruby Rose com a Kate Kane/ Batwoman: una altament entrenada lluitadora de carrer obertament lèsbica, armada amb la passió per la justícia social.[3][4] Gracyn Shinyei interpreta una Kate de jove.
- Rachel Skarsten com a Beth Kane/ Alice: la suposada germana morta de Kate.
- Meagan Tandy com a Sophie Moore: Una graduada de l'acadèmia militar que es converteix en agent d'elit Crow. També és l'ex-nòvia de Kate.[5]

## Episodis
| Núm. | Títol                           | Direcció             | Guió                            | Data d'emissió original | Codi de prod.  | Espectadors U.S. (milions) |                |
| ---- | ------------------------------- | -------------------- | ------------------------------- | ----------------------- | -------------- | -------------------------- | -------------- |
| 1    | «Pilot»                         | Marcos Siega         | Caroline Dries                  | 6 d'octubre de 2019     | T15.10154      | Sense determinar           | 1,86           |
| 2    | «The Rabbit Hole»               | Marcos Siega         | Caroline Dries                  | 13 d'octubre de 2019    | T13.21952      | Sense determinar           | 1,45           |
| 3    | «Down Down Down»                | Dermott Daniel Downs | Holly Henderson & Don Whitehead | 20 d'octubre de 2019    | T13.21953      | Sense determinar           | 1,22           |
| 4    | «Who Are You?»                  | Holly Dale           | Nancy Kiu & Denise Harkavy      | 27 d'octubre de 2019    | T13.21954      | Sense determinar           | Sense anunciar |
| 5    | «Mine Is a Long and a Sad Tale» | Carl Seaton          | Jerry Shandy & Ebony Gilbert    | 3 de novembre de 2019   | Sense anunciar | Sense determinar           | Sense anunciar |
| 6    | «I'll Be Judge, I'll Be Jury»   | Scott Peters         | James Stoteraux & Chad Fiveash  | 10 de novembre de 2019  | Sense anunciar | Sense determinar           | Sense anunciar |